# Handley Page Halifax
Хендлі Пейдж Галіфакс (англ. Handley Page Halifax) — британський чотирьох-моторний важкий бомбардувальник, що перебував на озброєнні Королівських ВПС Великої Британії за часів Другої світової війни. Літак був розроблений компанією Handley Page і брав активну участь в бойових діях від самого початку до завершення війни. «Галіфакси» також перебували на озброєнні Королівських ПС Канади, Австралії, повітряних сил Вільної Франції, ПС польських збройних сил на Заході, а у післявоєнний час у Королівських ПС Єгипту та Пакистану й французьких повітряних силах.
Хоча успіхи «Галіфакса» дещо забуті на фоні більш відомого Avro Lancaster, передусім через більше бомбове навантаження останнього, «Галіфакс» був прийнятий на озброєння на рік раніше, а також ширше використовувався для не бомбардувальних задач: як транспортний, медичний, патрульний чи літак буксир планерів.
У військах отримав кличку «Галібеґ» (англ. Halibag — алюзія на боксерську грушу), через свою стійкість до пошкоджень. Відомий випадок коли в липні 1944 один «Галіфакс» втратив половину свого хвоста від зенітного вогню, але зміг повернутися на базу.

## Історія створення

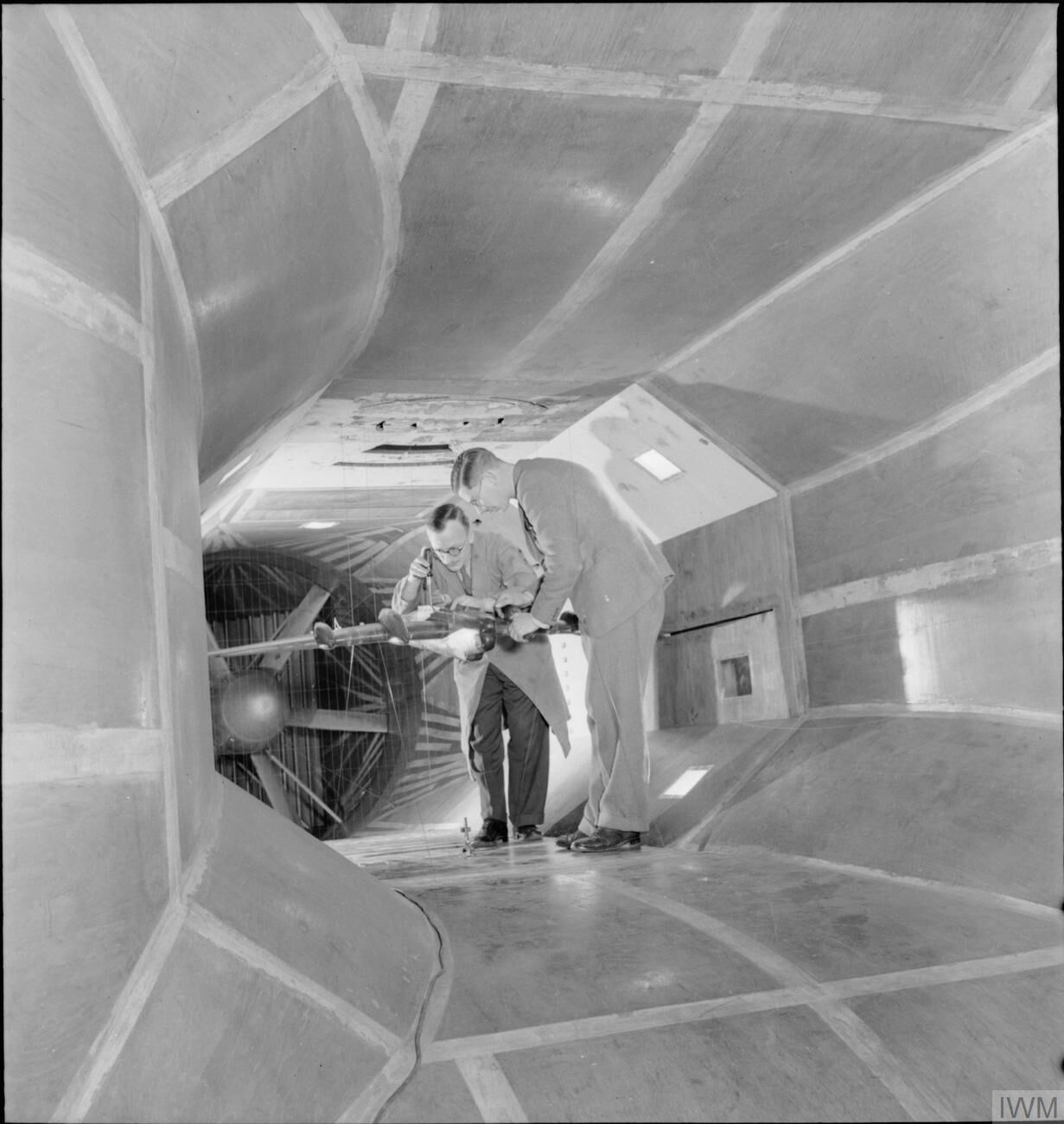
Випробовування моделі «Галіфаксу» в аеродинамічній трубі

Handley Page розробляли двомоторний бомбардувальник для дальніх бомбардувань ще з 1935 року в рамках специфікації B.1/35. Щоправда запропонований проєкт H.P.55 був відхилений комісією і в конкурсі перемогла компанія Vickers, з проєктом який згодом стане відомий як Vickers Warwick. Через рік вийшла ще одна специфікація на двомоторний бомбардувальник P.13/36 з перспективними 24-ох циліндровими двигунами Rolls-Royce Vulture. Після довгого процесу розробки у квітні 1937 року фірма отримала контракт на побудову двох прототипів H.P.56. Але Handley Page самі відмовились від реалізації двомоторного варіанту, побоюючись майбутніх проблем з двигунами, які згодом і проявились в конкурента H.P.56 — Avro Manchester. Натомість було запропоновано проєкт H.P.57 чотиримоторного бомбардувальника з надійнішими двигунами Rolls-Royce Merlin.
Пропозиція компанії була прийнята міністерством авіації і 3 вересня 1937 року було сформовано контракт на побудову двох прототипів. А 1 січня 1938 року, ще задовго до перших польотів було зроблено замовлення на виготовлення 100 літаків. Коли перший прототип вже майже дороблявся, виявилось що злітна смуга заводу Handley Page в селищі Радлет, Гартфордшир не була придатна для зльоту таких великих літаків. Тому фінальна збірка прототипа була завершена на базі ВПС в Оксфордширі, де 25 жовтня 1939 року і відбувся перший політ. Другий прототип піднявся в повітря 18 серпня 1940 року, а ще через два місяці з ковеєра зійшов перший серійний зразок. Перші бойові вильоти «Галіфаксів» показали перспективність літака і контракти на виробництво почали збільшуватись. Окрім двох в заводів Handley Page в Радлет і Кріклевуд виробництво почали і інші фірми: English Electric, Fairey Aviation Company, Rootes і London Aircraft Production Group. Загалом до листопада 1946 року було виготовлено 6178 літаків.

## Конструкція
«Галіфакс» був суцільнометалевим середньопланом з двокільовим оперенням хвоста. Об'ємний фюзеляж мав багато вільного місця, що згодом і забезпечило багатофункціональність літака. Для бомбового відсіку виділялось місце в низу фюзеляжу, а також два невеликі відсіки в середній частині крила. Прототипи оснащувались автоматичними спойлерами на передньому краї крила, для покращення процесу посадки, але за вказівкою міністерства авіації, літак мав перерізати троси аеростатів загородження, тому на серійних літаках від спойлерів відмовились. Крила оснащувались патентованими закрилками Хендлі-Пейдж і великими тканинними елеронами. Широка горизонтальна поверхня хвоста літака розміщувалась на фюзеляжі з двома великими кілями на кінцях. На прототипах і серійних машинах виготовлених до 1943 року кіль мав трикутну форму з вершиною спрямованою вперед, після 1943 року він став прямокутним. Висувне шасі мало стандартну для того періоду триопорну схему з хвостовою опорою.
При проєктуванні було передбачено можливість вузлового складання, наприклад крило складалось з п'яти сегментів. Це дозволило виготовлення компонентів літака через субпідрядні фірми, а також полегшило транспортування і ремонт.

## Варіанти

### Попередні розробки
- H.P.55 — проєкт двомоторного бомбардувальника. Розроблявся в рамках специфікації B.1/35, завершений не був.
- H.P.56 — проєкт двомоторного бомбардувальника з двигунами Rolls-Royce Vulture. Розроблявся в рамках специфікації P.13/36. Рішенням компанії був скасований.

### H.P.57

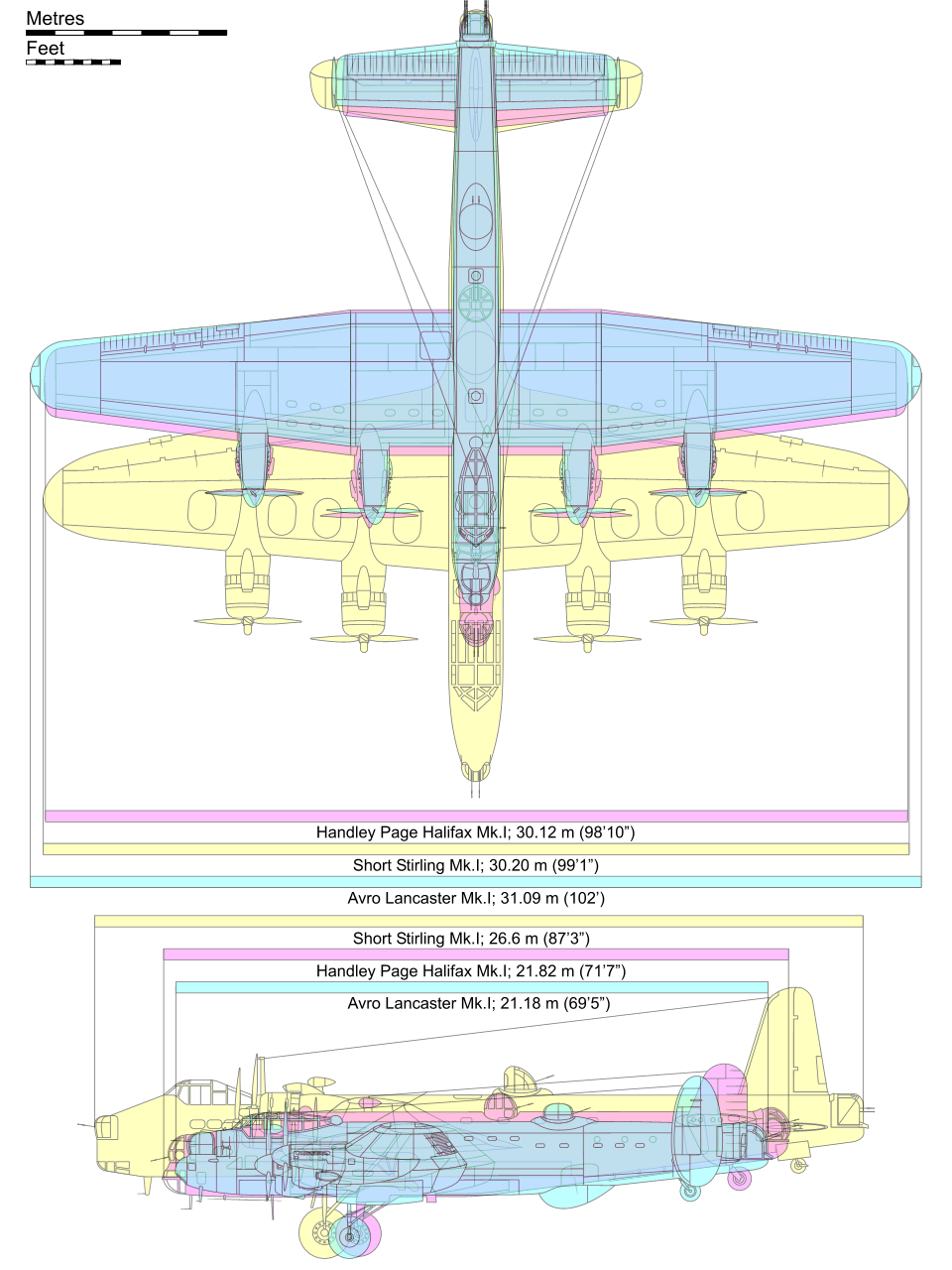
- Канарковий— «Шорт Стірлінг»
- Голубий— «Ланкастер»
- Геліотроп— «Галіфакс»

- H.P.57 — прототипи:
  - L7244 — перший прототип з двигунами Merlin X і без захисного озброєння.
  - L7245 — другий прототип з озброєнням. Вперше піднявся в повітря 17 серпня 1940 року.
- Halifax Mk. I — перший серійний варіант чотирьох-моторного важкого бомбардувальника далекої дії. В процесі виробництва значно модифікувався:
  - Halifax B.I Series I — двигуни Merlin X (1130 к.с.). Озброєння включало носову турель з двома кулеметами, хвостову турель з 4-ма кулеметами та дві бортові кулемети. (50 екз.)
  - Halifax B.I Series II — було підвищено вантажопідйомність. (25 екз.)
  - Halifax B.I Series III — двигуни Merlin XX, нова верхня турель та додаткові паливні баки. (9 екз.)

### H.P.58
- H.P.58 — прототип з 20-мм гарматою та без хвостової турелі. Мав отримати офіційну назву Halifax Mk II, але був скасований через проблеми з озброєнням. Назву було вирішено використати для наступного варіанту.

### H.P.59
- Halifax B.II — нова версія літака з підвищеними ваговими характеристиками, а також запасами палива та боєприпасів.
  - Halifax B.II Series I — перша серія бомбардувальника. Випускалася з березня 1942 року, була оснащена новітньою навігаційною системою.
    - Halifax B.II Series I (спеціальний), SOE — спеціальна версія бомбардувальника для Управління спеціальних операцій для десантування важливих вантажів над Європою. Носове та бокове озброєння знято; деякі незначні зміни у паливній системі.
    - Halifax B.II Series I (спеціальний) — схожий на версію для SOE, але використовувався як бомбардувальник. Деякі екземпляри мали носову турель.

  - Halifax B.II Series IA — змінено носову частину, збільшено захисне озброєння, а також додана можливість використовувати важкі бомби.
  - Halifax B.II Series I (вантажний) — транспортний варіант, що використовувався для перевезення двигунів і запчастин.
  - Halifax B.II Series II — єдиний літак (HR756) з двигунами Merlin XX, виробництво було припинено через появу новішої модифікації.
- Halifax A.II. — транспортно-десантна модифікація (декілька бомбардувальників було модифіковано для цієї ролі)
- Halifax GR.II — варіант для Берегового командування ПС Великої Британії з радаром ASV.Mk 3
  - Halifax GR.II Series I — конвертація бомбардувальника B.II Series I
  - Halifax GR.II Series IA- конвертація бомбардувальника B.II Series IA. В носовій і нижній турелях встановлювались 12,7-мм кулемети. Збільшено паливні баки.
- Halifax Met.II — варіант метереологічного літака.

### H.P.61
- Halifax B.III — основний серійний варіант бомбардувальника «Галіфакс», оснащений двигунами Bristol Hercules VI або XVI. Було збільшено оглядовість з носової частини, дещо збільшено розмах крил і заокруглено їх кінці.
- Halifax A.III — Halifax B.III бомбардувальники перероблені на транспортні варіанти та буксири планерів.
- Halifax C.III — Halifax B.III бомбардувальники перероблені на транспортні варіанти.

### H.P.63
- Halifax B.V — оснащений двигунами Rolls-Royce Merlin XX, з прямокутними закінченнями крил і зміненим шасі.
  - Halifax B.V Series I (спеціальний) — варіант для спеціальних операцій
  - Halifax A.V — Halifax B.V бомбардувальники перероблені на транспортні варіанти та буксири планерів.
  - Halifax GR.V — варіант для Берегового командування ПС Великої Британії оснащений радаром.
- Halifax B.VI — оснащувався новими 1615-сильними радіальними двигунами Bristol Hercules XVI.
  - Halifax C.VI — модифікація бомбардувальника у військово-транспортний літак.
  - Halifax GR.VI — варіант для Берегового командування ПС, конвертувався з бомбардувальника.
- Halifax B.VII — оснащений двигунами Bristol Hercules XVI. Кінцівки крил закруглені, озброєння аналогічне B.III.
  - Halifax A.VII — модифікація бомбардувальника у військово-транспортний літак.
  - Halifax C.VII — вантажна модифікація.

### Післявоєнні розробки
- H.P.70:
  - Halifax C.VIII — вантажний та пасажирський літак.
  - Halton I — цивільна версія літака; у післявоєнний час значна кількість літаків перероблена на транспортні літаки для перевезення людей та вантажів.
  - Halton II — VIP-версія транспортного літака для використання в колоніях.
- H.P.71:
  - Halifax A.IX — військово-транспортний літак та буксир планерів.

## Історія використання

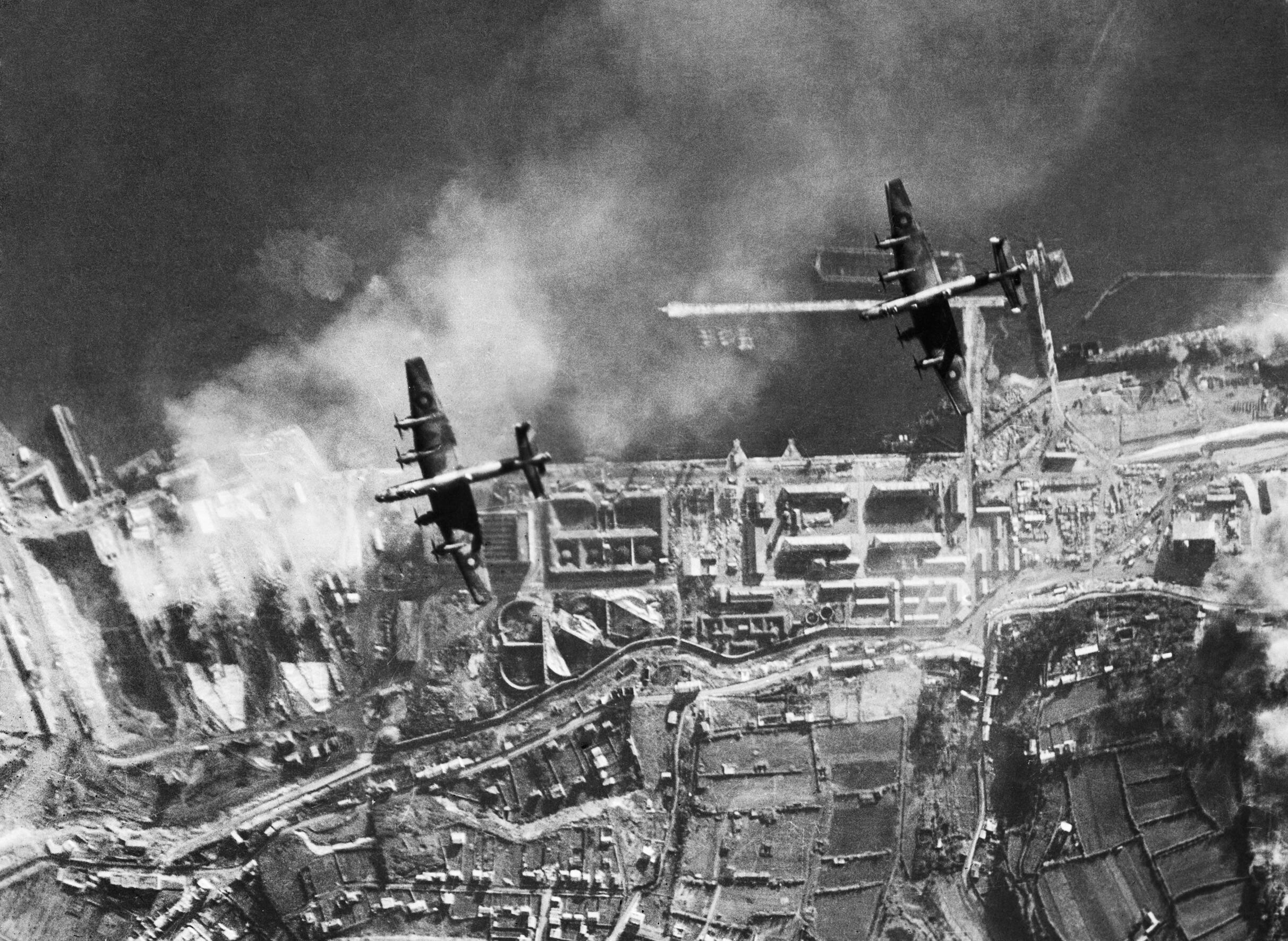
«Галіфакси» під час бомбардувань Бресту. Грудень 1941 року

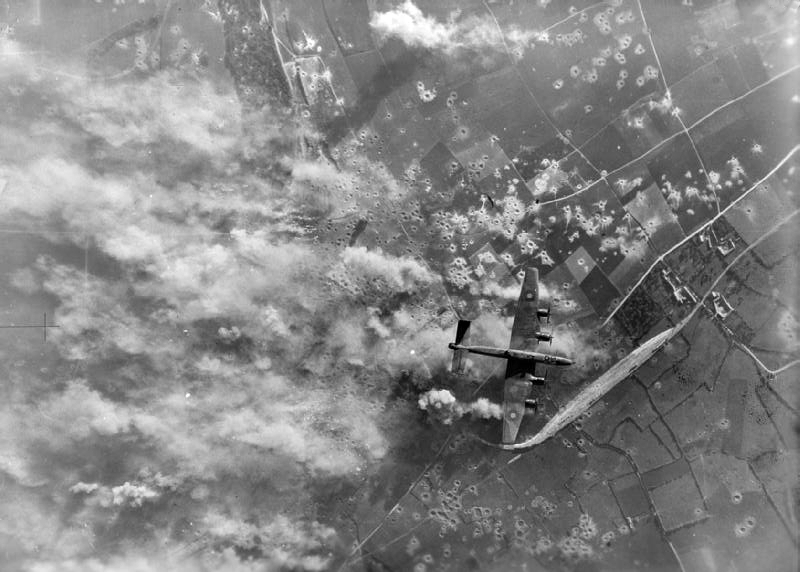
Галіфакс під час нальоту на німецький підземний бункер біля Маймоскуса — місце запуску Фау-3

Зимою 1940—1941 року «Галіфаксами» була оснащена 35-та ескадрилья, а перший бойовий виліт відбувся 10 березня 1941 року — цілью бомбардування став порт міста Гавр. До кінця 1941 року було озброєно ще дві ескадрильї. Спочатку «Галіфакси» використовувались для денних нальотів, але втрати були надто високі, тому в подальшому вони використовувались майже виключно вночі.
В пік свого використання «Галіфаксами» було оснащено 34 ескадрильї в Європі, чотири на Середньому сході і дві на Тихому океані, ще дев'ять ескадрилей були в складі Берегового командування. Загалом за час війни в Європі «Галіфакси» здійснили 75532 бомбардувальні вильоти і скинули більше 227 тисяч тонн бомб.
«Галіфакс» був першим бомбардувальником, який міг застосовувати нову британську 3629 кілограмову бомбу, яку було вперше використано під час нальоту на Ессен в квітні 1942 року. Восени цього ж року на «Галіфакси» першими було встановлено секретний радіолокатор H2S для сліпого бомбардування. З 1941 року масштаби виробництва літаків зросли і 31 травня 1942 року під час першого нальоту «1000 бомбардувальників» на Кельн в ньому брало участь вже 118 «Галіфаксів» які входили в 4-ту авіагрупу.
В липні 1942 року «Галіфакси» в складі 10-ї і 76-ї ескадрильї були перекинуті в Палестину, де 12 липня взяли участь в нальоті на Тобрук. Пізніше ці ескадрильї було об'єднано в 462-гу, і вони брали участь в боях в Північній Африці і Італії до закінчення війни в Європі.
Восени 1943 року нова модифікація Mk.III надійшла в війська і доволі швидко замінила всі попередні. Старіші модифікації почали застосовуватись в Береговому комадуванні як патрульні і транспортні. Як і всі інші бомбардувальники, «Галіфакси» брали участь в нальотах на німецькі війська, зокрема Берлін. А з березня 1944 року почалась підготовка до Нормандської операції, і основними цілями бомбардувань стали об'єкти інфраструктури Франції.
Дві ескадрильї, 138-а і 161-а, були віддані під керівництво сил спеціальних операцій і використовувались для десантування агентів і припасів на ворожу територію. «Галіфакси» залучались для буксиру двох планерів Airspeed Horsa з десантом через Північне море для атаки на німецький завод важкої води в Новегії. «Галіфакс» також був єдиним літаком здатним буксирувати важкий планер Hamilcar, і інтесивно викорисовувався в ролі тягача під час усіх десантних операцій союзників.
Хоча «Галіфакси» і програвали в характеристиках іншому чотирьох-моторному бомбардувальнику — «Ланкастеру» вони використовувались до кінця війни. Зокрема вони бомбардували місця запусків Фау-1, 24-25 квітня 1945 року здійснювали нальоти на Фризькі острови, а 3 травня було здійснено останній бомбовий рейд на Фленсбург.
Після закінчення війни бомбардувальні модифікації «Галіфаксів» було знято з озброєння Королівських ВПС, транспортні — використовувались ще до 1952 року.
ВПС Франції отримала 64 «Галіфакси» Mk.VI в 1945-47 році, вони використовувались для морського патрулювання і як транспортні. Ще 6 «Галіфаксів» отримав Пакистан, в авіації якого вони використовувались до 1954 року. Найдовше служили «Галіфакси» ВПС Єгипту (9 літаків модифікації A.IX) — всі були зняті з озброєння в 1956 році.

## Тактико-технічні характеристики

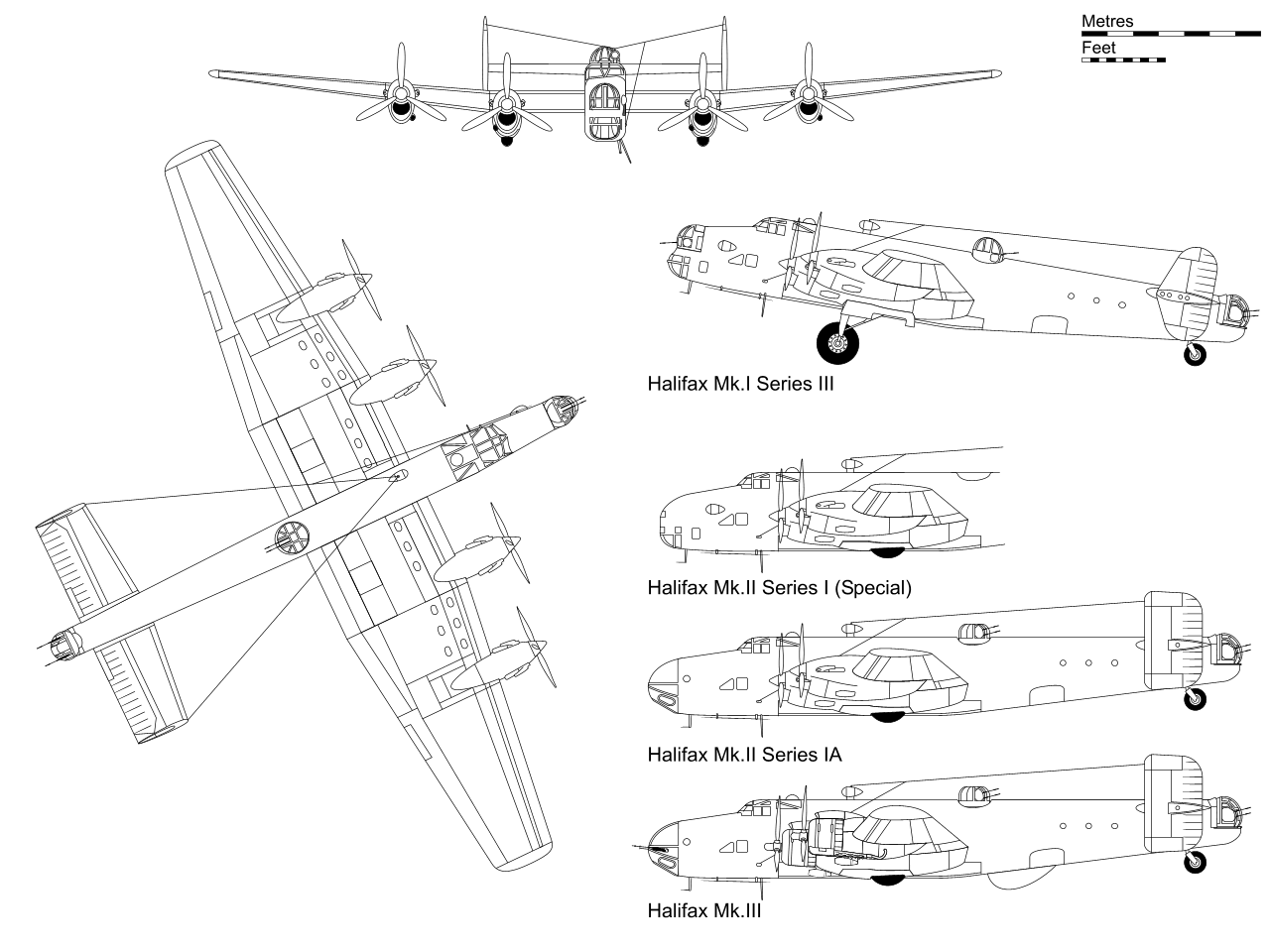
Схематичне зображення важкого бомбардувальника «Хендлі Пейдж Галіфакс»

### Технічні характеристики
|                         | Mk.I                     | Mk.II Series IA           | Mk.III                      | Mk.VI                    |
| ----------------------- | ------------------------ | ------------------------- | --------------------------- | ------------------------ |
| Довжина                 | 21,36 м                  | 21,82 м                   | 21,75 м                     | 21,75 м                  |
| Висота                  | 6,32 м                   | 6,32 м                    | 6,32 м                      | 6,32 м                   |
| Розмах крил             | 30,12 м                  | 30,12 м                   | 31,75 м                     | 31,75 м                  |
| Площа крил              | 116 м²                   | 116 м²                    | 118,4 м²                    | 118,4 м²                 |
| Маса пустого            | 15 237 кг                | 17 275 кг                 | 17 208 кг                   | -                        |
| Маса спорядженого       | -                        | -                         | 24 675 кг                   | -                        |
| Максимальна злітна маса | 24 948 кг                | 27 200 кг                 | 28 577 кг                   | 30 845 кг                |
| Двигуни                 | 4 × Rolls-Royce Merlin X | 4 × Rolls-Royce Merlin 22 | 4 × Bristol Hercules XVI    | 4 × Bristol Hercules 100 |
| Потужність              | 4 × 1130 к. с.           | 4 × 1460 к.с.             | 4 × 1735 к.с.               | 2 × 1800 к.с.            |
| Максимальна швидкість   | 426 км/год               | 418 км/год                | 454 км/год на висоті 4115 м | 497 км/год               |
| Крейсерська швидкість   |                          |                           | 346 км/год на висоті 6100 м |                          |
| Операційна дальність    | 1610 км                  | 1335 км                   | 1640 км                     | 2335 км                  |
| Практична стеля         | 5486 м                   | 6401 м                    | 6096 м                      | 6706 м                   |
| Швидкість підйому       | -                        | -                         | 3,8 м/с                     | -                        |

### Озброєння

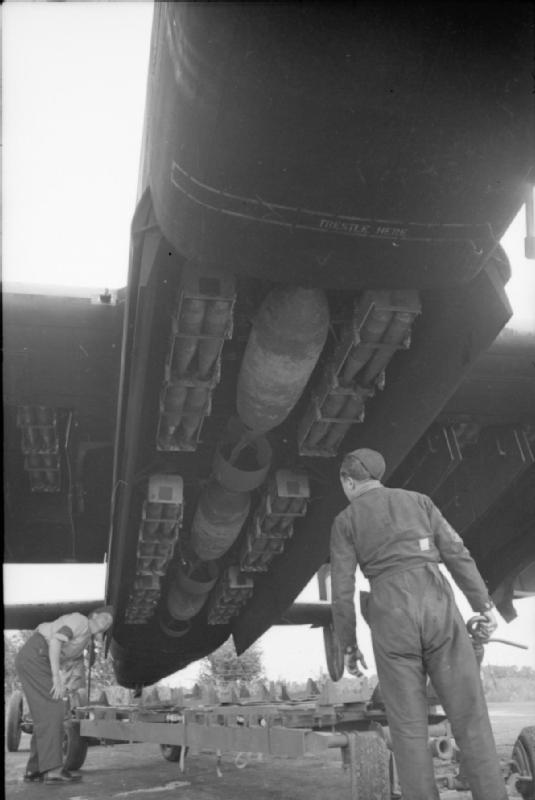
Бомбове відділення

- Стрілецьке:
  - Mk. I:
    - 2 × 7.7 мм кулемети Browning М1919 в носовій турелі
    - 4 × 7.7 мм кулемети Browning М1919 в хвостовій турелі
    - 2 × 7.7 мм кулемети Vickers K в бокових вікнах

  - Mk. II Series IA:
    - 7.7 мм кулемет Browning М1919 в носовій турелі
    - 4 × 7.7 мм кулемети Browning М1919 в хвостовій турелі
    - 4 × 7.7 мм кулемети Browning М1919 в верхній турелі
    - 2 × 7.7 мм кулемети Vickers K в бокових вікнах
- Бомбове:
  - до 5897 кг бомб